# بيكم

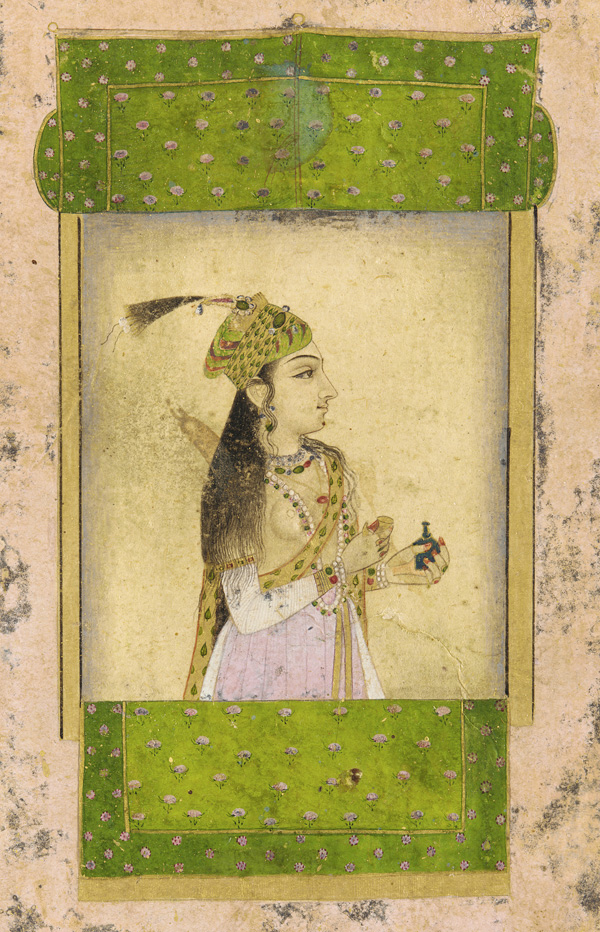
البيكم ملكة الزماني، زوجة السلطان المغولي ناصر الدين محمد شاه.

بِيكُم (الجمع: بِيكُمَات؛ بالفارسية: بیگم؛ بالأردية: بیگم؛ بالتركية العثمانية: بیگم begüm) هو لقب ملكي وأرستقراطي يستخدم في آسيا الوسطى وجنوب آسيا. وهو المعادل المؤنث للقب بيك أو بك، والذي يعني في اللغات التركية «المسؤول الأعلى». عادة ما يشير إلى زوجة أو ابنة بيك. بعض الأحيان يستخدم بيكزاده كلقب لزوجة أو ابنة البيك.
في جنوب آسيا، خاصة في دلهي وحيدر آباد والسند والبنجاب وأفغانستان وخيبر بختونخوا والبنغال، تم تكييف البيكم لاستخدامها كلقب شرفي لنساء المسلمين وفقاً للمكانة الاجتماعية، والإنجاز، أو الرتبة، على غرار ما هو الحال في اللغة الإنجليزية عندما يتم استخدام «سيدة» (Lady) أو «دآم»(Dame). يمكن استخدام لقب «بيكم» قبل أو بعد الاسم الصحيح للمرأة.

## في المجتمع الحديث
في العامية، يستخدم مصطلح «بيكم» في أوزبكستان، الهند، باكستان وبنغلاديش، من قبل الرجال المسلمين كصيغة نداء لزوجاتهم وبناتهم وأخواتهم أو كلقب شرفي لامرأة متزوجة أو أرملة.
في بنغلاديش، يستخدم مصطلح «بيكم» كلقب للسيدة الأولى، سواء كانت الحالية أو السابقة، على سبيل المثال البيكم خالدة ضياء والبيكم روشان إرشاد ‏. كما تم استخدامه للإشارة إلى النساء في المكانة الاجتماعية المرتفعة مثل النساء الفاعلات للخير والمحسنات والناشطين والكتاب وغيرهم الكثير مثل بيكم رقية والبيكم صوفيه كمال ‏، خالدة ضياء والشيخة حسينة، اللتان تناوبت منصب رئيس وزراء بنغلاديش منذ عام 1991، والملقب بـ«البيكمات المحاربات» (the battling begums).
أيضًا، أصبح المصطلح معروفًا جيدًا في الغرب، وخاصة في العالم الناطق بالفرنسية، بسبب رواية جول فيرن عام 1879، ثروة البيكم (The Begum's Millions).
عرف المصطلح في وقت مُبكر في بريطانيا العظمى خلال المساءلة البرلمانية ومحاكمة وارين هاستينغز، الحاكم العام السابق للهند، والتي استمرت من 1787 حتى 1795. وكان واحد من أهم التهم الموجهة gهاستينغز أنه صادر ظلما أرضًا تابعة لـ «بيكم أوده» (أم وجدة آصف الدولة، نواب أوده).[بحاجة لمصدر]
بيكمبيت (بالأردية: بیگم پیٹ) هي واحدة من الضواحي السكنية والتجارية الرئيسية في مدينة حيدر آباد، بالهند. تقوم بيكمبيتعلى الأرض التي منحها نظام حكم أباد السادس لابنته هدية زفافها عندما تزوجت من نبيل من عائلة بايقا.[بحاجة لمصدر]
يشار إلى ميسيسوغا، في أونتاريو، بكندا وهي إحدى ضواحي تورنتو، باسم بيكمبورا («بلدة السيدات») من قبل أعضاء الجالية الباكستانية في تورنتو. ميسيسوغا يعيش فيها مجتمع من المهاجرين وكثير من الأزواج الباكستانيين الذين يعملون لفترة في الخليج العربي والمملكة العربية السعودية بينما تعيش زوجاتهم وأطفالهم في ميسيسوغا.
يستخدم أتباع الطائفة الإسماعيلية النزارية، اللقب كأسلوب مناداة رسمي لقرينة إمامهم الآغا خان.